# 뢰드그뢰드

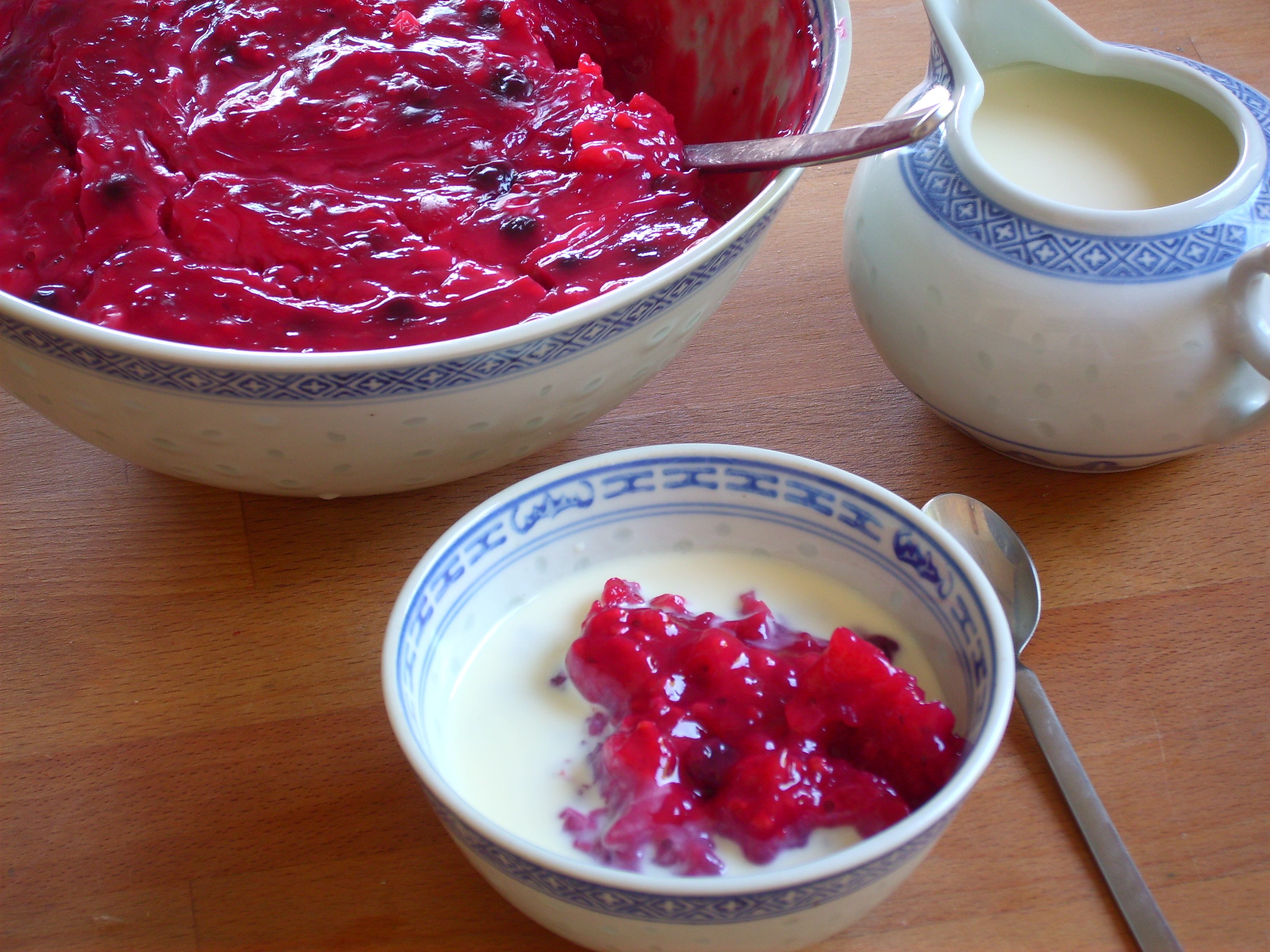
뢰드그뢰드

뢰드그뢰드(Rødgrød, 덴마크어: [ˈʁœðˀˌkʁœðˀ], rote Grütze (독일어: [ˈʁoːtə ˈɡʁʏtsə]), rode Grütt (저색슨어: [ˈroʊdə ˈɡrʏt])는 덴마크와 독일 북부의 달콤한 과일 요리이다.

## 준비
뢰드그뢰드는 덴마크어, 독일어 또는 저지 독일어에서 이름의 두 번째 요소에서 알 수 있듯이 전통적으로 알곡 또는 겨로 만들어졌다.
양질의 거친 밀가루와 사고는 일부 가족 요리법에 사용된다. 감자 전분은 오늘날 크림에서 푸딩 같은 전분 젤라틴화를 달성하기 위한 표준 선택으로 자리잡혔다. 이 형용사 '젤라틴화'를 정당화하는 필수 성분은 레드커런트, 블랙커런트, 라즈베리, 딸기, 블랙베리, 빌베리, 블랙 체리와 같은 붉은 여름 딸기이다. 본질적인 풍미는 레드커런트만으로 얻을 수 있다. 소량의 블랙커런트가 다양성을 더한다. 설탕은 풍미를 강화하는 데 사용된다. 전분, 사고, 양질의 거친 밀가루의 양은 원하는 견고성에 따라 다르다. 1킬로그램 또는 1리터의 레시피에 20~60그램이 일반적이다. 사고, 알곡 또는 겨는 사용 이전에 담가야 한다.
기본적으로 푸딩을 준비해야 한다. 과일은 설탕으로 간단히 조리된다. 과일 주스나 물에 녹인 전분이 뭉치지 않고 섞일 수 있도록 덩어리를 잠시 식혀야 한다. 젤라틴화를 시작하려면 1~2분의 두 번째 조리 과정이 필요하다. 이 과정에서 남은 흰색 전분 줄무늬를 제거해야 한다.
뢰드그뢰드는 과일 산의 상쾌한 맛의 균형을 맞추기 위해 우유, 우유와 바닐라 설탕의 혼합물, 바닐라 소스, (휘핑) 크림, 바닐라 아이스크림 또는 커스터드와 함께 디저트로 뜨겁거나 차갑게 제공된다.

## 같이 보기
- 덴마크 요리
- 키셀